# 萊克伍德 (伊利諾伊州謝爾比縣)
萊克伍德（英語：Lakewood）是位於美國伊利諾伊州謝爾比縣的一個非建制地區。該地的面積和人口皆未知。

## 地理
萊克伍德的座標為39°19′30″N 88°53′58″W / 39.32500°N 88.89944°W，而該地的平均海拔高度為191米（即627英尺）。